# Peggy Sue Got Married
"Peggy Sue Got Married" es una canción escrita y grabada por Buddy Holly. Fue publicada como sencillo poco después de la muerte del cantante, publicado el 11 de septiembre de 1959.

## Grabación
"Peggy Sue Got Married" fue grabada por el mismo Buddy Holly en voz y guitarra acústica con un grabador de cinta Ampex el cual se lo había vendido Norman Petty a Holly, para que este último le grabase demos en su casa. Esta versión se registró el 5 de diciembre de 1958. En ese lapso Holly grabó otras 13 canciones, unos dos meses después, Buddy Holly muere en un accidente de avión. Durante estas grabaciones, Holly residía en los Departamentos de Brevoort (#4), en la 11 Quinta Avenida en Ciudad de Nueva York. Una versión alternativa de la canción con nuevos instrumentales fue grabada en 1964.

## Sencillo
La canción en sencillo, no es la versión original de Buddy Holly con guitarra acústica. En cambio, se grabaron encima coros e instrumentos, pisando la guitarra de Holly, al punto que no se oye. Finalmente el sencillo fue publicado el 11 de septiembre de 1959 junto a "Crying, Waiting, Hoping" como lado B, en un corte de 45 RPM, por la discográfica Coral Records con el catálogo 72376. El sencillo alcanzó el puesto máximo en n.º 13, durante 10 semanas.